# محمد صبحي عبد الحكيم
محمد صبحى عبد الحكيم شاهين (4 يونيو 1928 - 3 مارس 2009)، أول رئيس لمجلس الشورى المصري من 1980 حتى عام 1985. وهو رئيس قسم الجغرافيا وعميد كلية الآداب ونائب رئيس جامعة القاهرة سابقاً، ولد في 4 يونيو 1928 بمنطقة شبرا.

## المؤهلات العلمية
- ليسانس الآداب، قسم الجغرافيا، كلية الآداب، جامعة القاهرة، عام 1949.
- ماجستير في الآداب، قسم الجغرافيا، كلية الآداب، جامعة القاهرة، عام 1953.
- دكتوراه في الآداب، قسم الجغرافيا، كلية الآداب، جامعة القاهرة، عام 1958.

## التدرج الوظيفى
- معيد بقسم الجغرافيا، كلية الآداب، جامعة القاهرة .
- مدرس بقسم الجغرافيا، كلية الآداب، جامعة القاهرة.
- أستاذ مساعد بقسم الجغرافيا، كلية الآداب، جامعة القاهرة.
- أستاذ بقسم الجغرافيا، كلية الآداب، جامعة القاهرة، عام 1970.
- رئيس قسم الجغرافيا، كلية الآداب، جامعة القاهرة، عام 1971.

## المناصب التي شغلها
- المستشار الثقافى لمصر في موسكو (1960 إلى 1970)
- عميد كلية الآداب، جامعة القاهرة.
- نائب ورئيس جامعة القاهرة لشئون الطلاب.
- مستشار البحوث بجهاز تنظيم الأسرة والإسكان .
- رئيس مجلس الشورى بجمهورية مصر العربية.
- رئيس المجلس الأعلى للصحافة.

## أوجه نشاطه
- أصدر مجلة ( دراسة سكانية ) عن طريق جهاز تنظيم الأسرة.
- إنشاء شعبة الخرائط بقسم الجغرافيا بجامعة القاهرة عام 1959.
- أشرف على ما يقرب من خمسين رسالة في مختلف الجامعات المصرية.

## المؤتمرات التي شارك فيها
العديد من المؤتمرات العلمية والمحلية والعربية والدولية منها مؤتمر الهجرة الريفية إلى المدينة الذي عقد في الرباط، عام 1977.
ونائب لرئيس المؤتمر الجغرافى العالمى الإسلامى الذي عقد في الرياض ، عام 1979، كما أختير لإلقاء خطاب الافتتاح للمؤتمر الجغرافى العالمى الإسلامى الثانى الذي عقد في أمريكا، عام 1983.

## مؤلفاته وأبحاثه العلمية

### الكتب بالعربية
- أسس الجغرافيا الطبيعية ( 3 أجزاء ) وهو أول كتاب متكامل في الجغرافيا الطبيعية للمرحلة الجامعية – مكتبة الآداب 1954 .
- الجغرافيا العملية – مكتبة مصر 1955.
- دراسات في جغرافية مصر – مكتبة مصر 1957 .
- مدينة الإسكندرية – مكتبة مصر 1958 .
- موارد الثروة الاقتصادية ( جزءان ) – مكتبة مصر 1960 .
- التكامل الاقتصادي في البلاد العربية – مكتبة منيمنه بيروت 1962 .
- الجغرافيا الطبيعية – دار النهضة العربية 1963 .
- الموارد الاقتصادية – دار النهضة العربية 1963 .
- السكان: ديموغرافيا وجغرافيا – مكتبة الأنجلو المصرية 1963 .
- الموارد الاقتصادية في الوطن العربي – دار القلم 1963 .
- علم الخرائط – مكتبة الأنجلو المصرية 1968 .
- الوطن العربي: أرضه وسكانه وموارده – مكتبة الأنجلو المصرية 1968 .
- دراسات في الجغرافيا العامة – دار النهضة العربية 1970 .
- جغرافية العالم الاسلامى – معهد الدراسات العربية 1975 .
- التحضر في الوطن العربي ( جزءان ) – معهد البحوث والدراسات العربية 1978 ، 1980 .

### الكتب بالإنجليزية
The Arab World, Beirut, 1975 *

## الجوائز والأوسمة
- جائزة الدولة التشجيعية في العلوم الاجتماعية من المجلس الأعلى لرعاية الفنون والآداب والعلوم الاجتماعية، عام 1963.
- وسام العلوم والفنون من الطبقة الأولى عامي 1964 و 1983 .
- وشاح النيل عام 1978 .
- وسام جمهورية كولومبيا عام 1981 .
- جائزة الدولة التقديرية في العلوم الاجتماعية من المجلس الأعلى للثقافة ، عام 1984.
- وسام الاستحقاق من الطبقة الأولى عام 1985 .
- عدد من الأوسمة الأجنبية آخرها الوشاح الأكبر للشمس المشرقة من اليابان عام 1988 .